# Зыбин, Ипполит Сергеевич (1836-1895)
Ипполит Сергеевич Зыбин (1836—1895) — нижегородский губернский предводитель дворянства, почётный мировой судья, действительный статский советник,.

## Биография
Родился 12 (24) марта 1836 года. Определением дворянского собрания 1 декабря 1836 года род  Зыбиных был внесён в VI часть дворянской родословной книги Нижегородской губернии.
Получил образование в Императорском Александровском лицее и 27 июля 1856 года был определён на службу корнетом в лейб-гвардии Кирасирский Его Величества полк; 6 апреля 1859 года переведён сотником в 3-й конный полк Забайкальского казачьего войска. Не прибывая в полку, был прикомандирован к штабу войск Восточной Сибири с 27 августа 1859 года. За отличия по службе 26 марта 1861 года был переведён в есаулы и 24 июня 1861 года уволен от военной службы к статским делам с переименованием в титулярные советники.
Был определён с 1 сентября 1861 года в канцелярию Рижского военного и Прибалтийского генерал-губернатора; по прошению уволен от службы 1 февраля 1865 года.
По избранию был участковым мировым судьёй (1868—1871) и почётным мировым судьёй Васильсурского уезда (1871—1874); председатель Васильсурской уездной земской управы (1872—1874). Причислен к Государственной канцелярии с откомандированием в отделение дел государственного секретаря (с 10 апреля 1875 по 1883).
Произведён в коллежские асессоры 19 октября 1868 года, в надворные советники 19 октября 1872 года, в коллежские советники 9 октября 1876 года, в статские советники 1 января 1879 года.
Избран и Высочайше утверждён в должности нижегородского губернского предводителя дворянства 24 января 1881 года; занимал должность до 1890 года; 28 марта 1882 года был произведён в действительные статские советники. Был почётным попечителем Нижегородского Александровского дворянского института (1882—1885).
Владел 1000 десятин земли в родовом имении в Васильском уезде Нижегородской губернии, там же приобрёл 1500 десятин и у жены было 700 десятин земли.
Скончался 5 (17) марта 1895 года. Был похоронен на Казанском кладбище при Нижегородском Крестовоздвиженском монастыре рядом с матерью Елизаветой Борисовной (? — 20.02.1907.

## Награды
- Орден Святого Станислава 1-й степени (15 мая 1883).
- Орден Святой Анны 1-й степени (30 августа 1889).